# Harmodios
Harmodios (altgriechisch Ἁρμόδιος Harmódios) war einer der Tyrannenmörder von Athen. Er stammte aus dem Demos Aphidnai und gehörte dem in Athen eingewanderten Stamm der Gephyräer an.

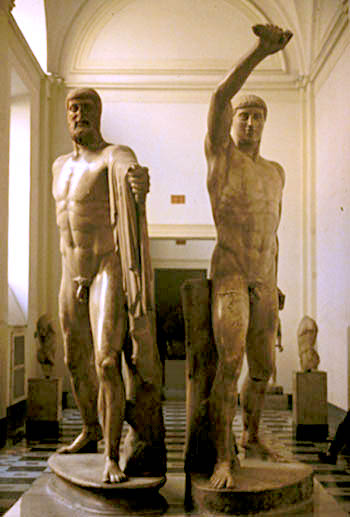
Statuen der Tyrannenmörder Harmodios und Aristogeiton. Römische Marmorkopien griechischer Bronzeskulpturen von 477/476 v. Chr. Archäologisches Nationalmuseum, Neapel

Zusammen mit seinem Freund Aristogeiton gehörte er einer Verschwörergruppe an, die die peisistratidische Tyrannis in Athen beseitigen wollte. Während der Großen Panathenäen des Jahres 514 v. Chr. verübten sie einen Anschlag auf die Tyrannenbrüder Hippias und Hipparchos. Am Ort der Durchführung, dem Leokoreion als Ausgangspunkt des Festzuges im Nordwesten der Agora, war jedoch anscheinend nur Hipparchos anwesend und wurde getötet. Während Aristogeiton zunächst entkommen konnte und erst später unter der Folter starb, wurde Harmodios unmittelbar von den Wachen getötet.
Als Motive für die Tat wurden Aristogeitons Eifersucht als Erastes des jüngeren Harmodios auf Hipparchos sowie die Verunglimpfung oder Ehrverletzung der Schwester des Harmodios genannt.
Nach dem Sturz der Tyrannis und der Vertreibung des Hippias 510 v. Chr. wurde den Tyrannenmördern ein Denkmal auf der Agora gesetzt, dessen – nach dem von Xerxes verübten Raub der ursprünglichen Gruppe – angefertigte zweite Fassung aus römischen Kopien bekannt ist.